# Besleria campanulata
Besleria campanulata là một loài thực vật có hoa trong họ Tai voi. Loài này được Linden mô tả khoa học đầu tiên năm 1850.